# Фрідріх Карманн
Фрідріх Карманн (нім. Friedrich Karmann; 31 липня 1885, Гіршберг — 16 вересня 1939, Штегліц) — німецький офіцер, доктор філософії, генерал піхоти вермахту.

## Біографія
27 лютого 1904 року вступив в піхотний полк «Маркграф Людвіг Вільгельм» (3-й Баденський) №111.15 вересня 1906 року переведений в фузілерний полку «Принц Карл-Антон фон Гогенцоллерн» (Гогенцоллернський) №40. З 1 жовтня 1909 по 21 червня 1912 року навчався у Військовій академії в Берліні. 1 квітня 1913 року призначений у Великий Генштаб. З початком Першої світової війни Карманн був переведений в Генштаб 1-го армійського корпусу. З березня 1917 року — 1-й офіцер Генштабу 3-ї резервної дивізії. На цій посаді перебував до кінця війни.
Після демобілізації армії залишений в рейхсвері і призначений в штаб командування 2-ї групи в Касселі. З 1 жовтня 1921 року — командир 8-ї (кулеметної) роти 14-го (Баденського) піхотного полку. В 1923 році переведений в організаційний відділу (T 2) Імперського військового міністерства міністерства. З 1 жовтня 1927 року — референт військового управління. З 31 січня 1928 року — командиром 1-го батальйону 21-го (баварського) піхотного полку у Вюрцбурзі. 1 березня 1931 року повернувся в ІВМ. З 1 лютого 1933 року — начальник відділу, з 1 березня 1934 року — адміністративного управління сухопутних військ. Помер від інфаркту міокарда. Похований в Берліні.

## Звання
- Фенріх (27 лютого 1904)
- Лейтенант (27 січня 1905; патент від 22 червня 1903)
- Оберлейтенант (19 червня 1912)
- Гауптман (8 листопада 1914)
- Майор (25 січня 1924)
- Оберстлейтенант (1 лютого 1929)
- Оберст (1 лютого 1932)
- Генерал-майор (1 жовтня 1934)
- Генерал-лейтенант (1 жовтня 1936)
- Генерал піхоти (1 квітня 1939)

## Нагороди
- Залізний хрест 2-го і 1-го класу
- Князівський орден дому Гогенцоллернів, почесний хрест 3-го класу з мечами
- Орден «За військові заслуги» (Баварія) 4-го класу з мечами
- Орден Альберта (Саксонія), офіцерський хрест з мечами
- Орден Церінгенського лева, лицарський хрест 2-го класу з мечами і дубовим листям
- Ганзейський Хрест (Гамбург)
- Хрест «За військові заслуги» (Мекленбург-Шверін) 2-го класу
- Хрест «За військові заслуги» (Ліппе)
- Королівський орден дому Гогенцоллернів, лицарський хрест з мечами
- Пам'ятна медаль визвольної війни (Фінляндія)
- Орден Хреста Свободи 1-го класу з мечами (Фінляндія)
- Почесний хрест ветерана війни з мечами
- Медаль «За вислугу років у Вермахті» 4-го, 3-го, 2-го і 1-го класу (25 років)